# Ilvana Zvizdić
Ilvana Zvizdić Pehlivan (Sarajevo, 14 gennaio 1971) è un'ex cestista bosniaca con cittadinanza italiana, agente FIBA.

## Carriera
Inizia a giocare a 15 anni di età nel Jeedintsvo Aida Tuzla, con quale vince 5 scudetti e 5 Coppe Jugoslave e nel 1989 diventa campione d'Europa di club, battendo in finale a Firenze la Primigi Vicenza.
Dopo lo scoppio della guerra in Bosnia gioca all'estero, in Croazia, in A1 con Lokomotiva nel 1991-92. Si trasferisce quindi in Turchia nel 1992-93 e 1993-94, dove gioca per Yukselis College Ankara e per Brisa, con la quale diventa vicecampione della Turchia. Passa quindi in Italia 1999, 2000 e 2001 nell'Atletico Faenza Pallacanestro, nella stagione 2004-05 gioca nella Pallacanestro Ribera in Serie A1 con la quale vince una Coppa Italia.
Nel 1999 gioca nella nazionale bosniaca.
Dopo aver smesso di giocare a pallacanestro, ha intrapreso l'attività di agente FIBA.